# سباق باريس روبيه 1913
طواف باريس 1913 هو سباق دراجات هوائية أقيم بتاريخ 23 مارس، تكون السباق من مرحلة واحدة، وامتدّ لمسافة 266 كم، وبسرعة 35.333 كم/س، استغرق السباق 7 ساعات و30 دقيقة.